# Chiesa di San Marco Evangelista (Pallare)
La chiesa di San Marco Evangelista è un luogo di culto cattolico situato nel comune di Pallare, in piazza San Marco, in provincia di Savona. La chiesa è sede della parrocchia omonima dell'unità pastorale di Val Bormida della diocesi di Mondovì.

## Storia e descrizione

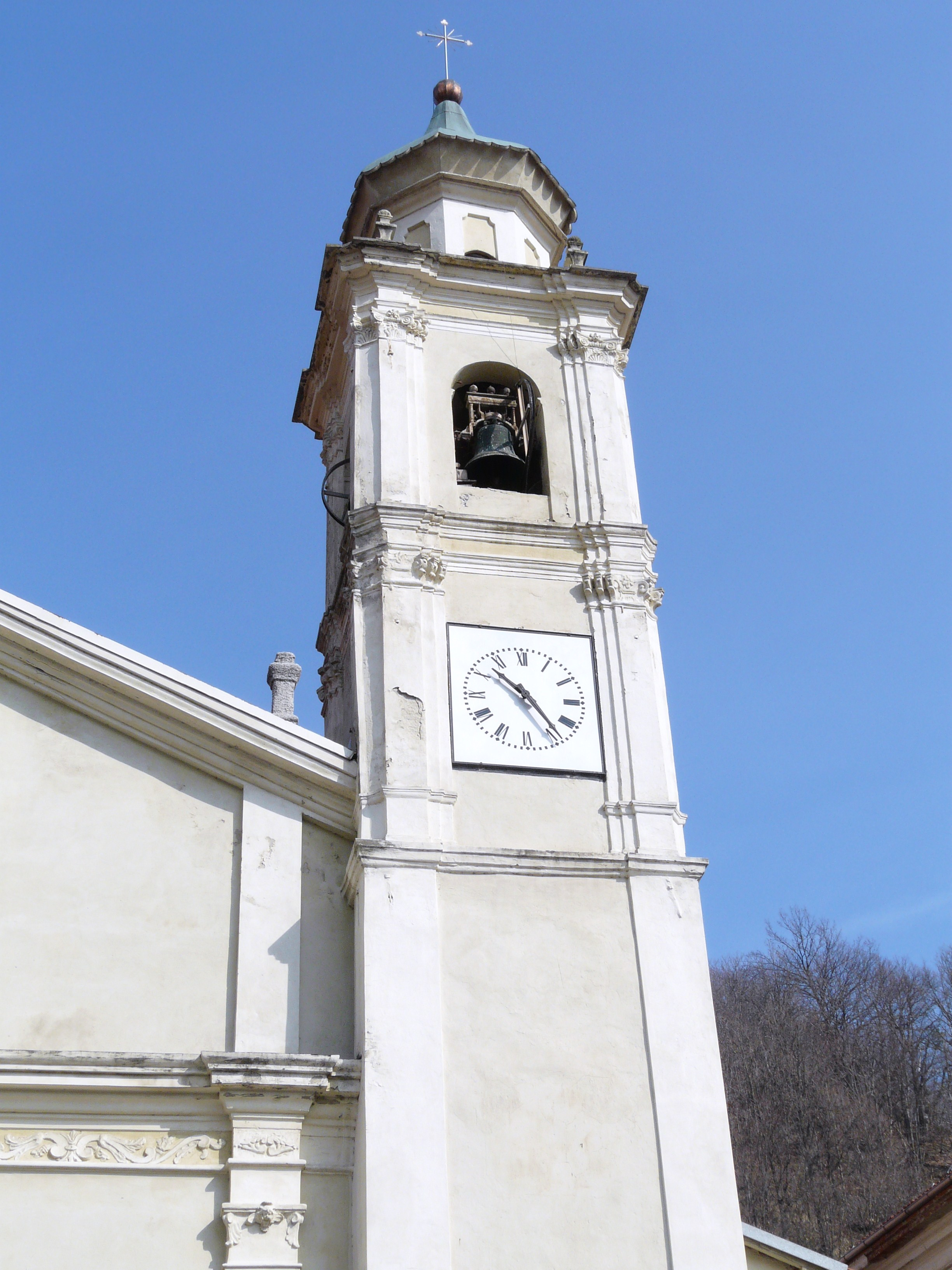
Il campanile

La chiesa originaria fu edificata nei primi anni del XVI secolo nella borgata di Pallare Superiore, permettendo ai pallaresi di affrancarsi da quella che fu la loro prima parrocchiale, l'antica abbazia di Fornelli, oramai inadeguata all'evolversi del paese. Nel 1621 venne aggiunto il campanile, innalzato poi nel 1829.
Dopo un primo ampliamento e abbellimento nel 1698, al seguito dei danni subiti dall'alluvione della Bormida di Pallare nel 1798, e dalle guerre napoleoniche, fu ricostruita interamente in forme tardo barocche tra il 1809 e il 1816 modificandone l'orientamento. Ulteriori modifiche agli interni si attuarono nel 1977 con un'opera di ristrutturazione che ha visto la soppressione del presbiterio, del coro e delle balaustre e del precedente altare maggiore.
All'interno sono presenti due affreschi cinquecenteschi, ritraenti San Pietro e il battesimo di san Giovanni, quest'ultimo ordinato dal vescovo nella visita del 1594 accanto a quella che era la porta d'ingresso e il fonte battesimale. A fine Ottocento vennero affrescati i soffitti e realizzati gli altri dipinti, due ai lati dell'altare maggiore ritraenti San Domenico e il battesimo del Battista dei fratelli Toscano da Mondovì e sul retro il patrono San Marco dipinto del 1871 da Andrea Vinai.
Sono presenti inoltre due statue in legno raffiguranti San Marco, dello scultore savonese Antonio Brilla del 1852, e della Santissima Vergine del Rosario datata al 1779.